# دره رز، بلغارستان

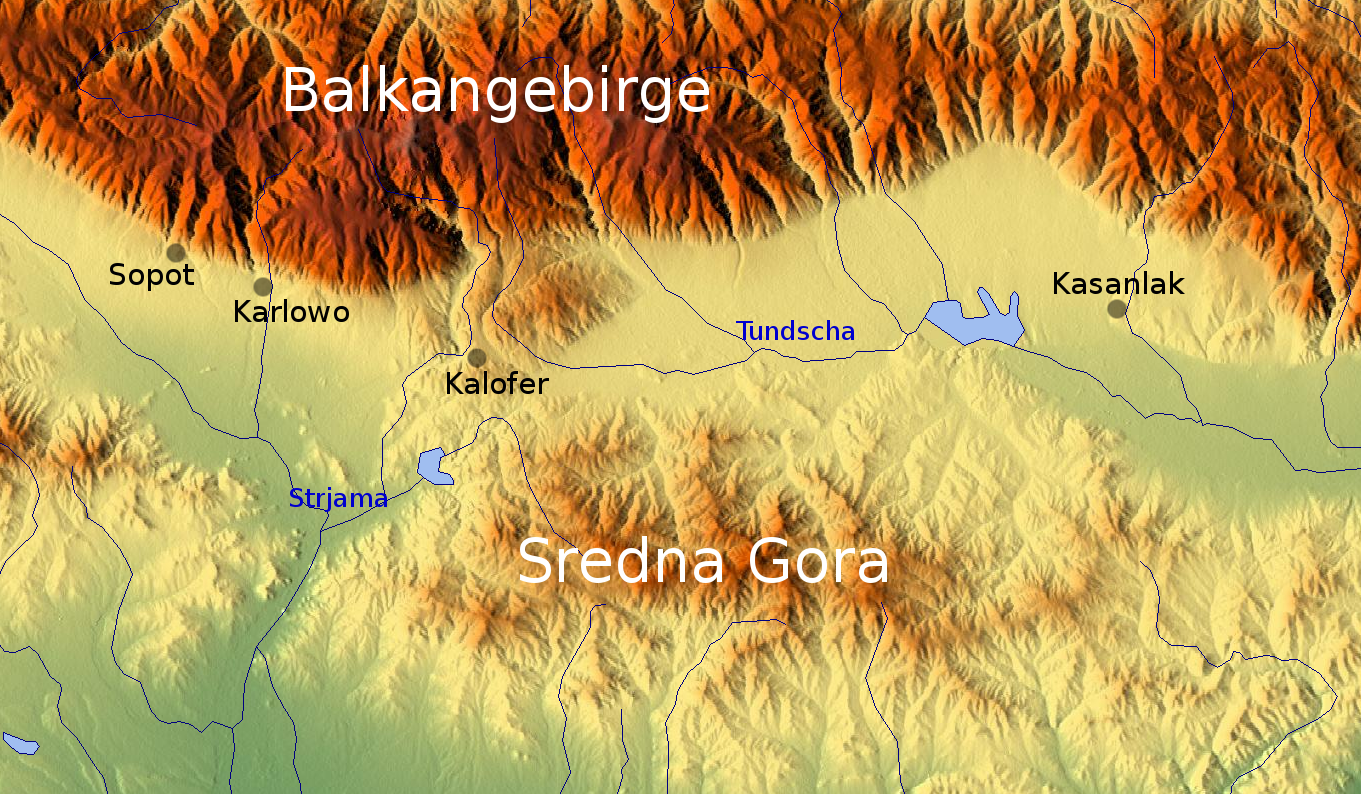
نقشه منطقه

دره رز منطقه‌ای در کشور بلغارستان و در جنوب کوه بالکان و در ۲۰۰ کیلومتری شهر صوفیه واقع شده است. این دره ۱۶۰ کیلومتر طول و ۳ تا ۳۰ کیلومتر عرض دارد. دره رز از مراکز مهم کاشت رز و عطرسازی در جهان است. کشت گل رز در این دره تاریخ ۳۰۰ ساله دارد. این دره در حدود ۱۵۰ روستا و ۲۰٬۰۰۰ سکنه دارد که تقریباً تمامی اهالی آن دست اندکار تهیه عطر هستند. نوع اصلی گل کاشته شده در این دره از نوع گل محمدی یا گل گلاب است که ۹۰ درصد گل آن منطقه را تشکیل می‌دهد.